# Veres András (püspök)
Veres András (Pócspetri, 1959. november 30. –) római katolikus püspök, a Győri egyházmegye főpásztora, a Magyar Katolikus Püspöki Konferencia elnöke, a Pázmány Péter Katolikus Egyetem nagykancellárja.

## Pályafutása
A középiskolát 1974–1978 között a győri Czuczor Gergely Bencés Gimnáziumban végezte. Két év sorkatonai szolgálat után az Egri főegyházmegye szeminaristájaként teológiai tanulmányait előbb az Egri Hittudományi Főiskolán, majd a budapesti Központi Papnevelő Intézet növendékeként Hittudományi Akadémián végezte. 1983–88 között a római Collegium Germanicum et Hungaricum növendékeként előbb a Gregoriana Pápai Egyetemen, majd pedig az Alfonsiana Egyetemen tanult, ahol morálteológiából licenciátust szerzett. 1989-ben Budapesten, a Pázmány Péter Katolikus Egyetem Hittudományi Karán doktorált.
1986. augusztus 2-án szentelték pappá Nyíregyházán. 1988–1990 között Mezőkövesden káplánként végzett lelkipásztori munkát.
1990 és 1996 között az Egri Papnevelő Intézet prefektusa és az Egri Hittudományi Főiskola erkölcstan tanára, 1994-től 1996-ig a Pázmány Péter Katolikus Egyetem Hittudományi Karának docense, 1996–1998 között a római Pápai Magyar Intézet rektora és Batthyány-Strattmann László boldoggá avatásának posztulátora volt.

### Püspöki pályafutása
1998-tól 2006-ig a Magyar Katolikus Püspöki Konferencia titkára volt. 1999. november 5-én II. János Pál pápa cissai címzetes püspökké és egri segédpüspökké nevezte ki. 2000. január 6-án a pápa szentelte püspökké Rómában, a Szent Péter-bazilikában. Jelmondata: „Adduxit eum ad Jesum” – „Elvitte őt Jézushoz” (Jn 1,41)
2006. június 20-án XVI. Benedek pápa szombathelyi püspökké nevezte ki. Beiktatása 2006. augusztus 5-én volt a szombathelyi székesegyházban. Elődje Konkoly István püspök volt.
Mayer Mihály lemondása után, 2011. január 19. és 2011. április 25. között a Pécsi egyházmegye sede vacante apostoli kormányzója volt.
2015. szeptember 2-án a Magyar Katolikus Püspöki Konferencia elnökévé választották.
2016. május 17-én Ferenc pápa a győri egyházmegye püspökévé nevezte ki a 75. életévét betöltött Pápai Lajos helyére. 
Beiktatására 2016. július 16-án került sor a győri székesegyházban.

## Művei
- A katolikus egyház és az állam kapcsolata Magyarországon; Szent István Társulat, Budapest, 2005 (Haza a magasban)
- A nevelés hatása a lelkiismeretre és a személyiség alakulására; Öveges József Tanáregylet, Budapest, 2006 (Öveges füzetek)
- Elvitte őt Jézushoz. Elmer István beszélgetése Veres András szombathelyi megyéspüspökkel; Szent István Társulat, Budapest, 2009 (Pásztorok)
- …mert Isten megszólított. Dr. Veres András szombathelyi megyéspüspökkel beszélget Haider Márta; Kairosz, Budapest, 2010 (Miért hiszek?, 77.)
- Bogárdi Szabó István–Gáncs Péter–Veres András: Hit által; Éghajlat, Budapest, 2017